# Барський Лев Миронович
Лев Миронович Барський (рум. Lev Barskii; 12 (25) листопада 1909, Стара Кульна, Херсонська губернія — 11 грудня 1974, Кишинів) — молдавський прозаїк і драматург.

## Біографія
Лев Барський народився в 1909 році в придністровському селі Стара Кульна (нині — Подільського району Одеської області) в бідній єврейській родині.
Навчався у сільській школі. Закінчив педагогічні курси в Балті (тоді столиці Молдавської АРСР) і працював учителем у сільських школах. У 1931—1938 роках співпрацював з газетами Молдавської АРСР, де крім публіцистики почав публікувати оповідання. Також був членом редакції газети «Плугарул рошу» (Червоний орач). Перший збірник оповідань «Спре вяца ноуе» (До нового життя) з'явився в 1933 році в Тирасполі, де письменник жив до 1937 року. У 1938—1939 роках працював учителем у селі Точиліно Одеської області. Потім знову повернувся до Тирасполя.
У 1940 році Барський закінчив Літературний інститут імені О. М. Горького в Москві і став відповідальним секретарем новоствореної в Кишиневі Спілки письменників Молдавської РСР.
Член ВКП(б) з 1941 року. З грудня 1941 року — на фронтах Німецько-радянської війни, інструктор-літератор 7-го відділу політуправління (Південний фронт, Чорноморська група, північна група військ Закавказького фронту, окрема приморська армія), з червня 1944 — начальник відділу інформації редакції газети «Новий голос»; майор. У 1945 році продовжив службу в Бухаресті, де працював редактором радянської газети румунською мовою. У 1948 році демобілізований і повернувся в Кишинів.
Наприкінці 1950-1960-х років Барський був головою Спілки письменників Молдавської РСР.
Написав повісті «Поворот» (1935), «На березі Дністра» (1939), «Ла Флорень» (У Флоренах, 1952), «Бужоряне» (1959), численні оповідання, романи «Факултатя ноастре» (Наш факультет, 1959), «Се ынторк рындунелеле» (Повертаються ластівки, 1964), «Ла ынчепутурь» (Біля витоків, 1972), спогади про літературне життя Молдавії, а також п'єси «Штефан Быткэ» (1940), «Жинереле» (Зять, 1956), «Де зиуа та» (Твій день народження, 1960). Окремими книгами молдавською мовою вийшли п'єси (1957), «Опері» (Твори, 1959), роман «Се ынторк рындунелеле» (1964), збірка оповідань «Извоаре» (Джерела, 1965).
Син — Валентин Львович Барський (1937—2013), дитячий травматолог і вчений-медик, кандидат медичних наук («Лечение чрезмыщелковых и надмыщелковых переломов плечевой кости у детей», 1976), автор монографії «Вибрані розділи ортопедії та травматології» (М., 1993), жив і працював у Хайфі (Ізраїль).

### Книги в перекладах на російську мову
- Во Флоренах (повесть). — Кишинёв: Шкоала советикэ, 1955.
- Бужоряне (повесть). — Кишинёв: Госиздат Молдавии, 1956.
- Штефан Быткэ: пьеса в трёх действиях, семи картинах. — М.: Искусство, 1959.
- Бужоряне (повесть). — М.: Советский писатель, 1959.
- Марица из Вэрен (повесть). — Кишинёв: Картя Молдовеняскэ, 1959.
- Наш факультет (роман). — Кишинёв: Картя Молдовеняскэ, 1962.
- Дорогами жизни (повести и рассказы). — Кишинёв: Картя Молдовеняскэ, 1962.
- Дорогами жизни (роман «Наш факультет» и рассказы). — Кишинёв: Картя Молдовеняскэ, 1963.
- Молдавская новелла (составитель). — Кишинёв: Картя Молдовеняскэ, 1963.
- Край дойны: рассказы молдавских писателей (составитель). — Кишинёв: Картя Молдовеняскэ, 1964.
- Извилины реки (роман и повести). — Кишинёв: Картя Молдовеняскэ, 1968.
- У истоков (роман). — Кишинёв: Литература артистикэ, 1979.

### Книги молдовською мовою
- Опері (Твори). — Кишинев: Картя Молдовеняскэ, 1959.
- Ла ынчепутурь (Біля витоків). — Кишинев: Картя Молдовеняскэ, 1972.

## Нагороди
- медаль «За бойові заслуги» (2.5.1944)
- медаль «За оборону Кавказу»
- Орден Червоної Зірки (14.9.1945)